# فهرست فیلم‌ها در مورد سوسیالیسم
لیست فیلم‌ها در مورد سوسیالیسم ، لیستی متشکل از فیلم هایی است که موضوع سوسیالیسم به صورت برجسته در آن نشان داده می‌شود.

این لیست شامل فیلم های زیر است:
- کاپیتالیسم: یک داستان عاشقانه - ۲۰۰۹ - ساخته مایکل مور ، مستندساز فیلم آمریکایی: مستندی است که به بررسی و انتقاد از سرمایه‌داری در آمریکا می‌پردازد.
- چه - ۲۰۰۸ - این فیلم در دو بخش، زندگی‌نامه انقلابی سوسیالیستی ارنستو «چه» گوارا را به تصویر می‌کشد.
- سیکو - ۲۰۰۷ - ساخته مایکل مور ،، مستندی است که مراقبت‌های بهداشتی در ایالات متحده را بررسی می‌کند و چگونگی مقایسه آن با خدمات بهداشت عمومی جامعه را نشان می‌دهد.
- روشنایی‌ها در تاریکی - ۲۰۰۶ - ساخته اکی کائوریسماکی. این فیلم با زبان نمادین، یادآور این است که چگونه راک راهی برای شورش در کشورهای سوسیالیستی است.[۱]
- بادی که کشتزار جو را لرزاند - ۲۰۰۶ - فیلمی که در طول جنگ استقلال ایرلند و جنگ داخلی ایرلند تنظیم شده‌است و اختلافات در جنبش جمهوری خواه ایرلند در دوره انقلابی و جنگ داخلی را نشان می‌دهد.
- ریدها - ۱۹۸۱- فیلم در مورد زندگی و حرفه جان رید، به ویژه زمان حضور وی در پتروگراد که اساس کتاب او، ده روزی که جهان را لرزاند، تشکیل داد.[۲]
- وینستلی- ۱۹۷۵ - فیلمی دربارهٔ جرارد وینستلی که به همراه گروه معروف به دیگرز یکی از اولین آزمایش‌های زندگی سوسیالیستی جهان را انجام دادند. این فیلم بازتاب تضاد طبقاتی بین دهقانان و اربابان در یک اقتصاد فئودالی است.
- طبقه کارگر به بهشت می‌رود - ۱۹۷۱ - فیلم ایتالیایی[۳]
- عصر جدید - ۱۹۳۶ - این فیلم به مبارزات طبقات کارگر در دوران رکود بزرگ اشاره دارد. ساعات کار طولانی، امنیت شغلی کمی و حقوق ناچیز، در حالی که طبقات عالی ثروتمند هستند و وقت خود را سپری می‌کنند.
- اکتبر: ده روزی که جهان را لرزاند - ۱۹۲۸ - این فیلم بازنمایی از چشمگیر انقلاب روسیه در سال ۱۹۱۷ را نشان می‌دهد که آغاز اتحادیه جماهیر شوروی بود.
- اعتصاب - ۱۹۲۵ - فیلمی از اتحاد جماهیر شوروی توسط سرگئی آیزنشتاین.
- رزم ناو پوتمکین - فیلم آیزنشتاین در سال ۱۹۲۵ که یکی از وقایع سازنده انقلاب روسیه را شامل می‌شود، ظلم یک خدمه کشتی علیه افسران آنها است.[۴]